# 凡尔赛条约
《凡尔赛条约》或《凡尔赛和约》（法語：Traité de Versailles），全称《协约国及聯繫國與德國之間的和平條约》（法語：Traité de paix entre les Alliés et les Puissances associées et l'Allemagne），是第一次世界大战后，战胜的协约国和战败的同盟国签订的和约。协约国和同盟国于1918年11月11日宣布停火，经过巴黎和会长达7个月的谈判后，于1919年6月28日在巴黎的凡尔赛宫签署条约，这一条约的签署标志着第一次世界大战正式结束。得到国际联盟的承认后，《凡爾賽條約》于1920年1月10日正式生效。
在凡爾賽和約的眾多條款中，最具爭議性的一項莫過於第231條款。該條款迫使德國承認發動戰爭的全部責任。合約也限制德國的軍事能力，並迫其割讓領土以及支付巨額的賠款。在1921年時，德國所要負擔的賠款高達1320億德國馬克（爾後減免至314億德國馬克）。當時許多經濟學家（包含著名的約翰·凱因斯）都認為凡爾賽條約太過苛刻，賠款金額過於高昂並且容易產生不良後果。但是也有人反駁，例如法國元帥費迪南·福煦就認為凡爾賽條約所有條款根本沒有徹底瓦解德國發動戰爭的所有潛力，因此條約的簽訂並不是和平，而只是一場20年停戰協議而已。
由于山東問題（第156条将德国在中国山东的权益转交予日本而非中国）和國內爆發五四運動等因素下，中国作为战胜国没有签署该条约，但與德國另簽訂中德协约。

## 背景
早在巴黎和會之前，法國、英國和美國已經表明了對和會的不同目的。法国因本土深受战争伤害主张严惩并尽可能的削弱德国；英国出于传统的政策考虑希望能保持一个相对强大并在经济上能够自立的德国以保持欧陆均势；美国则希望尽快建立一个能保证长久和平的体系并从该体系中获益，同时主张德国进行战争赔偿。
三个主要的协约国的目的是不相同甚至存在矛盾的，虽然三国都做出了让步最终达成了一致，但结果是各方都做出了妥协但却没有任何一方完全达到了自己的目的。而德国没有被彻底削弱也没有得到安抚，这个结果预示着无论是对战胜国还是战败国，以至于整个欧洲甚至全世界都是个不安定的因素。

### 法国
法国为战争付出了巨大代价，500餘万军民伤亡，而且西线战场绝大部分在法国。因此法国希望能取得德国工业的控制权以补偿自身损失。
战后法国军队迅速控制了鲁尔工业区的重要城市如盖尔森基兴等，造成大批居民无家可归，同时法国将该地出产的煤通过铁路运至法国。德国铁路工人组织了罢工来对抗法国占领者，其中约200人被法国当局处死。
法國總統普恩加萊的主张可以简单归为以下：德国对战争中法国的损失（包括人员、财产等）进行战争赔偿，将其军力削减至不再对法国构成威胁，象征性的惩罚德国军国主义以使德国再也不能恢复到1914年以前的政治格局，当众处死德国皇帝（在战争结束前退位並流亡至荷兰）。法国收回阿尔萨斯-洛林，建立莱茵兰非军事区，甚至要在法德之间建立一个“莱茵共和国”作为两国之间的缓冲国，由战胜国瓜分德国的海外殖民地。将德国军力削减至较低水準。同时他还希望签订封锁德国海岸线的秘密条约，以便法国能控制德国的进出口贸易。

### 英国
尽管英国本土在战争中未遭战火，但仍有许多英军士兵在战争中丧生，因此英国国内广泛的民意仍希望严惩德国。英国首相戴维·劳合·乔治支持惩罚德国，但在具体措施上较法国为轻。乔治认识到，一旦法国提出的条件全都得到满足就会成为欧陆的超级强国并破坏欧陆均势，这和英国意图维持一个均衡的欧洲的传统政策相悖。同时乔治对美国总统伍德罗·威尔逊的“民族自决”政策感到忧虑，因为英国有庞大的海外殖民地。但他赞同签订秘密条约封锁德国海岸线。
一般认为乔治希望在威尔逊的理想主义主张和克莱蒙梭严惩德国的主张中找到一条中间路线，但其政治地位相当微妙。乔治本人在赢得1918年大选时为迎合英国民众提出了德国需为发动战争负责的主张，同时联合政府中的保守黨也要求严惩德国以保证其不再对英国构成威胁。在这种背景下，乔治竭力主张提高英国在战争赔款以及德国殖民地的份额。他和克莱蒙梭因英法两国都拥有庞大的海外殖民地，都不赞同“民族自决”政策。
同时乔治清醒的意识到过于苛刻的条件会激起德国强烈的复仇心理，这对争取长期的和平局面不利。另外德国还是英国的第二大贸易伙伴，过分削弱德国的经济同样会使英国经济受损，而他和克莱蒙梭都认识到此时的美国已经成为经济强国，而且在未来也会成为一个军事强国，所以“民族自决”主张在和会召开时被二者有意的忽略。
乔治的主张可归为如下几点：保证英国的海上霸权，瓜分德国海外殖民地以加强英国；削弱德国军力至较低水準；德国进行战争赔偿但不可过分以免激起德国的复仇心理；帮助德国重建经济。

### 美国
在1917年4月美国参战前后，美国国内盛行孤立政策，民众普遍认为应及早从欧洲事务中脱身。因美国在一战中通过贸易获得数十亿美元的貿易顺差，並以此从债务国成为债权国，政府倾向于安抚德国并保证平等的贸易机会并顺利收回战争债务。
在战争结束前，威尔逊总统就提出了十四點和平原則，该建议比英法两国的条件都更宽松，更容易被德国民众接受。
美国民众普遍不希望再次发生世界大战，基于此威尔逊总统感到过分苛刻的条款会造成德国的复仇心理，战争将无可避免。因此他提出建立国际联盟以维持国际秩序，即国际社会提供保证以避免弱国遭到强国侵略。但欧洲强国普遍认为这种构想过于理想主义且不符合欧洲各国的实际。而且这种政策将会导致美国军事力量过分卷入国际事务。
威尔逊意识到为了达到建立国际联盟的目的，他的十四点建议需要做出妥协。而且他坚持“民族自决”政策，例如刚从一战后的德国和俄国中重新获得独立的波兰。同时他极力反对建立秘密条约，例如秘密军事联盟等。不过他同意要削弱德国军力到一个较低的水準。
威尔逊的十四点建议具体如下：
1. 公开的和平条约应该以公开的方式缔结而成。
2. 在各国领海以外的大洋和水域，有绝对的航行自由，不管是在平时或战时都一样。
3. 尽最大可能地消除经济障碍，并在所有同意接受和平及协同维持和平的国家之间建立平等的贸易条件。
4. 互相充分的保证各国的军备减少到符合保卫国家内部安全的最低程度。
5. 各国对各殖民地的权利的主张，应该做自由，开明和大公无私的调整。
6. 撤退现在在俄罗斯领土上的所有军队。
7. 在比利时的占领军应该撤退，其领土应该恢复，并不得企图限制她与其他自由的国家同样地享有主权。
8. 法国全部的领土应该获得自由。被侵占的法国地区应该归还。
9. 意大利和原奥匈帝国的疆界必须依照民族特性加以清楚的确定。
10. 东欧人民按照民族自决原则建立独立国家。
11. 罗马尼亚，塞尔维亚及门的内哥罗独立。同时巴尔干诸国的政治及经济的独立和领土的完整应透过国际条约予以保障。
12. 奥斯曼土耳其帝国各民族自决前途。
13. 波兰独立，并获得波罗的海出海口。
14. 建立国际联盟以保证国际秩序。

## 谈判过程

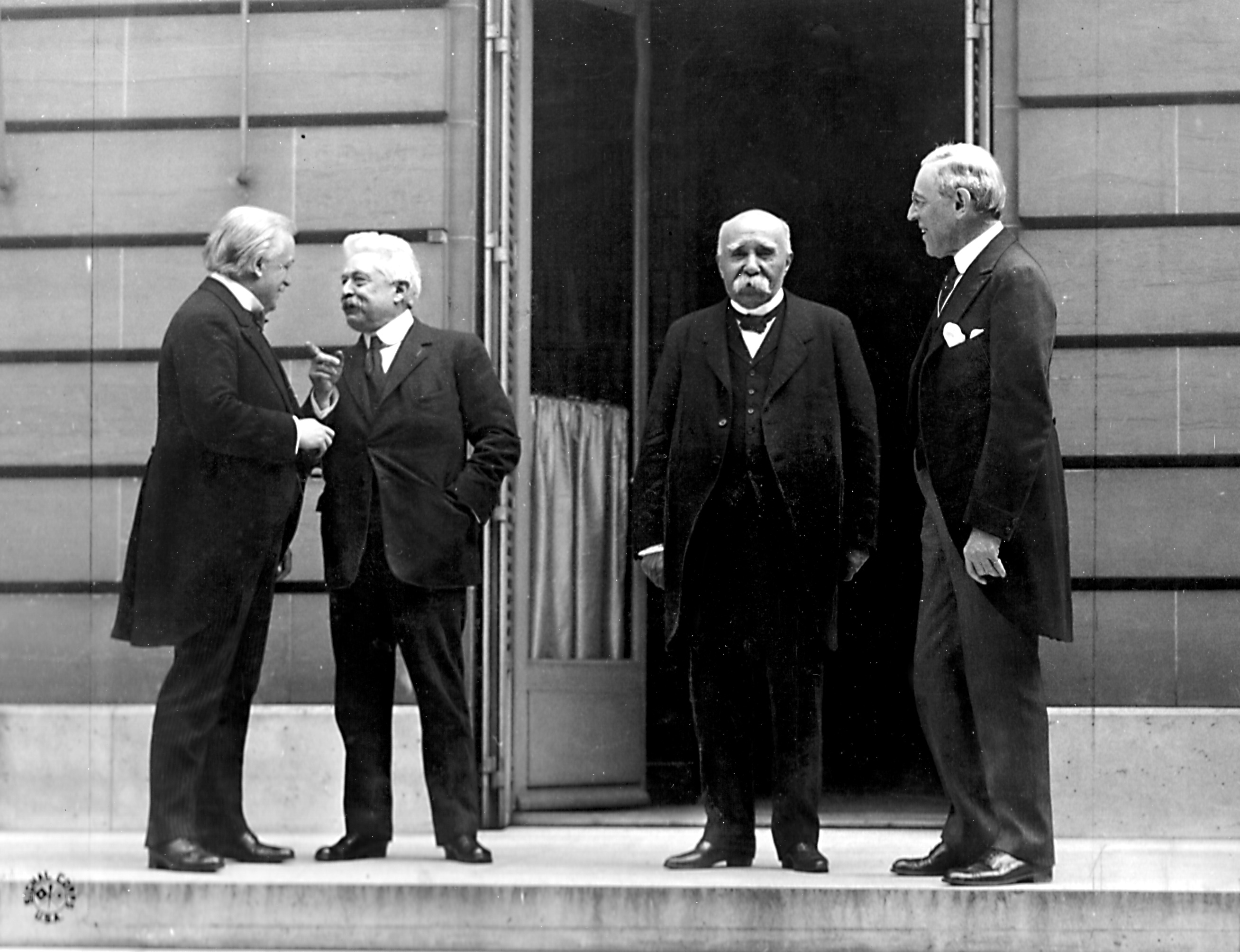
由左至右，英國首相戴維·勞合·喬治、意大利的维托里奥·奥兰多、法國總理喬治·克列孟梭，以及美國總統伍德羅·威爾遜。

谈判于1919年1月18日在凡尔赛宫镜厅开始。1871年，德国取得普法战争胜利并统一德国后普魯士國王威廉在此举行加冕為德意志皇帝威廉一世。来自38个国家的70名代表参与了谈判。战败国德国、奥地利、匈牙利被排除在谈判之外。俄国因于1917年和德国单独媾和且布尔什维克取得国家政权，也被排除在谈判之外。
从1919年三月开始，谈判由五个战胜国（英国、法国、美国、意大利、日本）政府首脑和外长组成的“十人委员会”主导，该机构组成复杂，矛盾重重，难以做出有效决定。谈判过程中日本和其余各国外长先后退出十人委员会，实际上只剩“四巨头”，后意大利因对南斯拉夫的阜姆（现里耶卡）的领土要求被拒绝也退出时，最终的谈判由三大国（英国、法国、美国）的政府首脑，即英国首相乔治、法国总理克莱蒙梭、美国总统威尔逊把持，意大利首相维托里奥·奥兰多的作用微乎其微。德国甚至不准参与条约讨论。因为各国谈判目标不一致甚至存在冲突，每个决定都是经过“不愉快的妥协”后才能达成。亨利·基辛格称之为“美国式理想主义和欧洲式偏执狂之间的脆弱妥协”。
1919年4月29日由德国外长乌尔里希·冯·布罗克多夫-兰曹伯爵率领的德国代表团抵达凡尔赛宫。5月7日德国代表团接受战胜国提出的条件，内容包括将德国领土分割一部分给邻国，战胜国瓜分德国海外殖民地，限制德国再次发动战争的能力等。但因德国被排除在谈判之外，德国政府认为以上条件不公并提出抗议，随即退出和会。
6月20日以古斯塔夫·鲍尔为总理的德国新政府成立，在23日德国国会举行的投票中支持接受条约者以237票比138票胜出，28日德国新外长赫尔曼·穆勒在和约上签字。1920年1月10日国际联盟宣告成立。

## 内容

### 总览

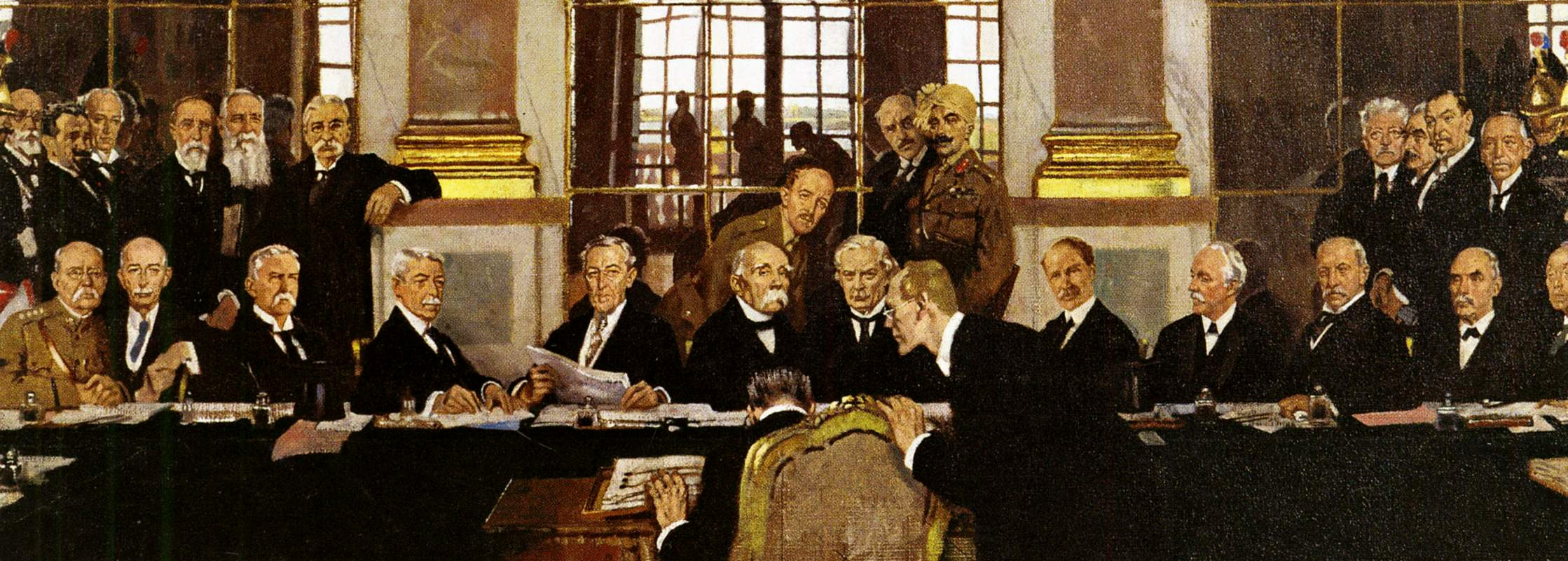
约翰内斯·贝尔（德）于镜厅签署《凡尔赛条约》，其身前为各协约国代表。

1919年6月，协约国宣称若德国不签署条约，战争将继续进行。菲利普·谢德曼领导的政府无法在内部达成一致，而其本人亦不愿接受条约，故宣布辞职。新政府领袖古斯塔夫·鲍尔发出电报，表示愿意签署，但希望去除第227、230和231条。协约国方回应德国必须接受条约，否则其军队将于24小时内自莱茵河发动入侵。6月23日，鲍尔最终让步，发出第二封电报表示德国将很快派出代表团签署条约。1919年6月28日，萨拉热窝事件五周年纪念日，和约正式签署。条款内容大至战争罪行，禁止奥地利和德国在未经国联批准下合并，欧洲主要河流自由通航权，小至将一本古兰经归还予汉志国王。

### 领土变更

条约签署后的德国
国际联盟托管
根据条约、公投或国联要求转移予邻国
威瑪共和國

根据条约规定，德国失去了25,000平方英里（65,000平方）的领土和近7,000,000的人口，并被要求放弃在《布列斯特-立陶夫斯克条约》中获得的领土及允许其保护国独立。在西欧，德国承认比利时对莫雷斯内特拥有主权，并割让奧伊彭-馬爾默迪地区控制权。在转交控制权六个月内，比利时将举行公民投票以决定这一地区将归属比利时或回归德国，并将结果上报国联，接受国联裁定。为补偿被毁的法国煤矿，德国将把萨尔煤矿的产出交予法国，并将萨尔的控制权交予国联；十五年后将举行公民投票以决定其主权归属。条约还將1871年的《凡尔赛条约》和《法兰克福条约》废除，由此阿尔重新劃入洛林，並追溯至1918年11月11日，即停戰之日亦回归法国。石勒苏益格-荷尔斯泰因的主权归属亦将由未来的公民投票决定（见1920年石勒苏益格公投）。
在东欧，德国承认捷克斯洛伐克独立，并将上西里西亚部分领土移交。德国亦承认波兰独立，并放弃“该领土所有权利及头衔”。上西里西亚部分领土被割让给波兰，而其余领土归属则将由公民投票决定。国境的具体规划将根据每个区域的投票结果及地理和经济因素决定。波森省（今波兹南）在大波兰起义时已归波兰控制，今将正式归属波兰。根据历史和民族因素考量，东波美拉尼亚将移交予波兰，由此波兰将获得入海权，称波兰走廊。东普鲁士南部地区的主权将由公民投票决定，而位于华沙和但泽铁路线中间的索尔陶地区则不经投票直接交予波兰。根据这一安排，波兰共由德国处获取51,800平方（20,000平方英里）的领土。梅梅尔将移交协约国及其盟国，由其处置。波罗的海沿岸的但泽及其内陆地区（包括维斯瓦河三角洲）将归予国联，由其建立但泽自由市。

### 托管地

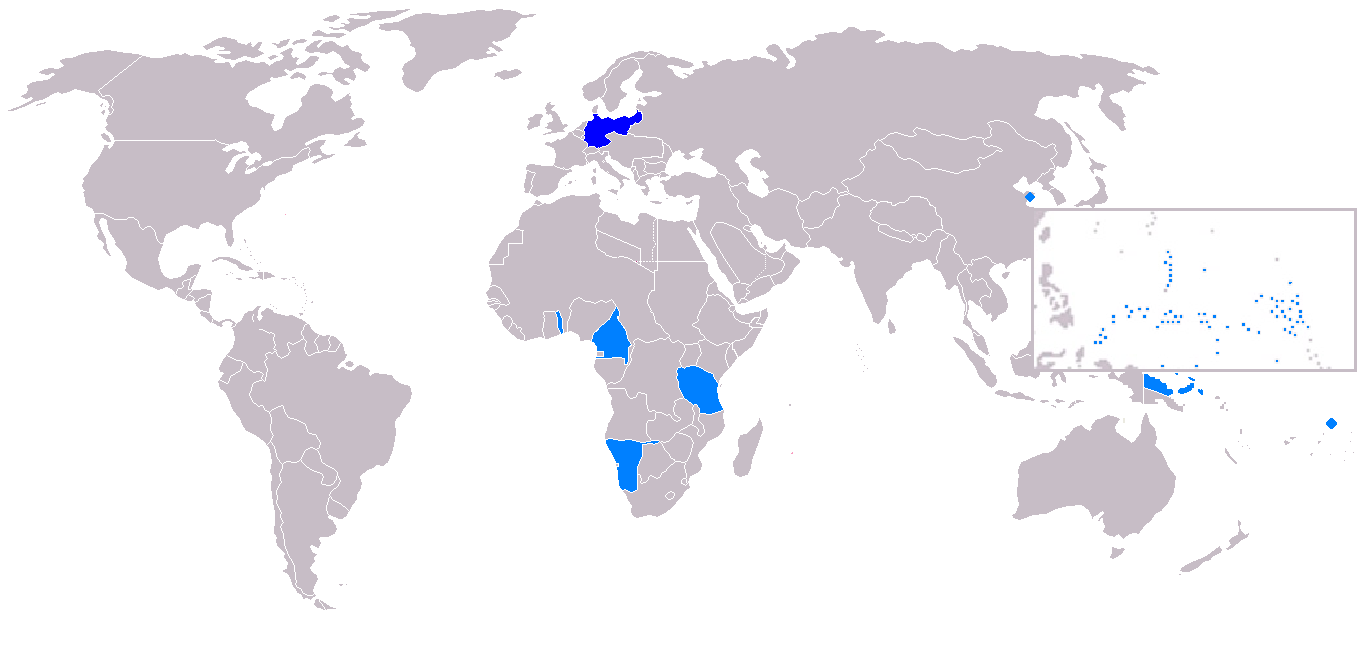
成为国际联盟托管地的德国殖民地（浅蓝）

条约第119条要求德国放弃其前殖民地主权，第22条则将这些领土转变为由协约国控制的国际联盟托管地。多哥兰及德属喀麦隆被移交予法国；卢旺达及乌隆地被移交予比利时；德属西南非洲被移交予南非；德属东非被移交予英国。作为对德国入侵葡属非洲的补偿，葡萄牙获得位于前德属东非莫桑比克北端的基翁加三角地区。第156条将德国在中国山东的权益转交予日本而非中国。日本亦获得了赤道以北太平洋的所有德国领土，而赤道以南的领土则归予澳大利亚（除德属萨摩亚归予新西兰）

### 軍事限制
条约对战后德国军队（国家防卫军）的发展状况做出了详细和复杂的限制。这些条款旨在使国家防卫军无法发动攻势，并推动国际武装解除。德国将在1920年3月31日前充分解除动员，其总军人数量不得超过100,000人，至多允许有7个步兵师和3个骑兵师。条约还对师及其支援单位的构成做出了规定，并撤销了总参谋部的设置。军官学校被限制至3个，三军各有一个，征兵体系被废除。列兵及士官队伍将至少维持十二年，军官队伍至少25年，前军官不得参与军事演习。为避免德国产出大量培训士兵，准许提前退伍的人数将受限制。

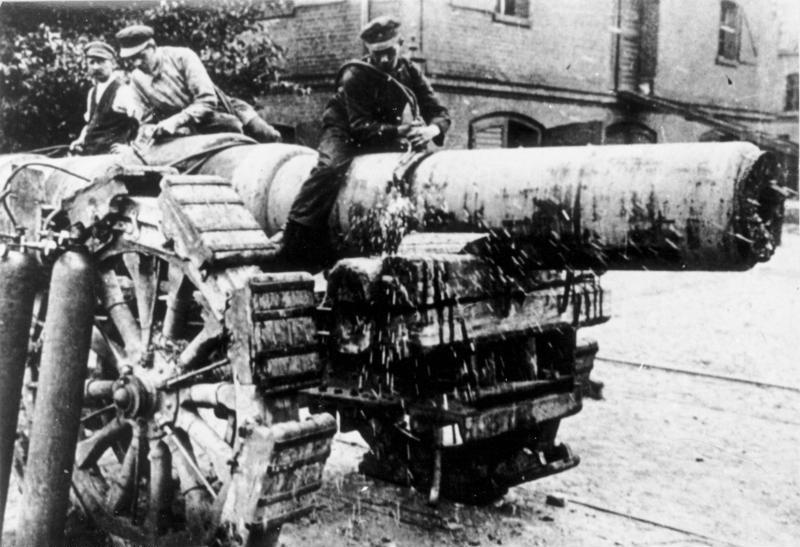
工人根据条约要求拆解一门重型火炮。

支持陆军的平民官员队伍被裁減，而警察力量亦被裁減至战前规模，其增长水準同人口挂钩；准军事部队被禁止存在。莱茵兰地区将被去军事化，全区及莱茵河东侧50（31英里）内所有防御工事均将拆除且不得新建。黑尔戈兰群岛的所有军事设施和防御工事亦当拆除。德国不得参与军事贸易，所有武器的类别和数量受到限制，并不得生产或贮存化学武器、装甲车、坦克及军用飞机。德国海军只允许拥有六艘前无畏舰、六艘轻巡洋舰（吨位不超6,000長噸（6,100公噸））、十二艘驱逐舰（吨位不超800長噸（810公噸））及十二艘鱼雷艇（吨位不超200長噸（200公噸）），并不允许拥有潜艇。海军总人数不得超过15,000人，这一数额包括舰上、海防、信号站、行政、其他陆上队伍、军官及所有级别军人。军官和军士长数量不得超过1,500人。八艘战列舰、八艘轻巡洋舰、四十二艘驱逐舰和五十艘鱼雷艇将被解除武装。三十二艘武装商船亦将被解除武装并转为民用。第198条禁止德国组织空军（包括海军航空队），并要求德国移交所有与空军有关材料物资；而在条约签署六个月内，德国亦被禁止生产或进口飞行器及相关材料。

### 战争赔偿
第231条要求德国对“德国及其盟国之侵略行为”造成的战争损失和破坏负责。此后的条款要求德国对协约国进行赔偿，并于1921年建立“赔偿委员会”，评估德国的资源状况和赔款能力，听取德国政府的意见，并决定具体数额。在此之前，条约要求德国赔偿1,320亿金马克，以黄金、商品、舰船、股票及其他形式进行支付。赔款亦可用于承担协约国占领的费用及为德国购置食品和原材料。最終战争赔偿條目，賠款於2010年10月3日支付完畢，德國將一戰賠款全部還清。

### 担保

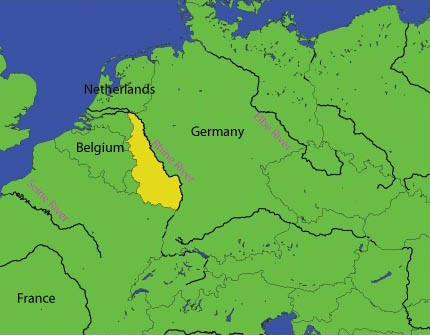
莱茵兰所在位置

为保证条约得到执行，莱茵兰及莱茵河以东桥头堡将由协约国军队占领，为期十五年。若德国未进行攻击性行动，军队将分阶段撤出；五年后将撤出科隆桥头堡及鲁尔河以北领土；十年后将撤出科布伦茨桥头堡以北领土；十五年后剩余军队将全部撤出。若德国未履行条款规定，桥头堡将立即被重新占领。

## 各方反应

### 战胜国的反应
法国认为自己没有完全得到满足，克里蒙梭在随后的大选中下台。从整体而言英国对条约比较满意，德国东部边界得到了一定的安全，如波兰的独立和但泽自由市的成立。在某种程度上英国甚至认为条约对德国过分苛刻，这可能导致德国的不满并成为未来的不稳定因素。美国认为条约是欧洲的麻烦所在，而且对德国过于苛刻。1919年美国国会投票决定拒绝签署凡尔赛条约并拒绝加入国际联盟。
《凡尔赛条约》的主要目的是惩罚和削弱德国。中國基於山東問題和國內爆發五四運動等因素下，最終沒有簽署《凡爾賽條約》，但與德國另簽訂和約。

### 德国的反应
当德国了解到条约内容后，愤怒和屈辱感迅速在德国国内蔓延，德国人认为他们对发动战争未有责任而且他们已经战败，起初德国政府拒绝接受条约，德国海军以自沉舰艇的方式表达对条约的不满。
后来成立的魏玛临时政府陷入两难境地，总理菲利普·谢德曼被迫决定接受条约，随后陆军总司令兴登堡称德军已无力再战。1919年6月28日协约国向德国发出最后通牒，新成立的魏玛共和国总统弗里德里希·艾伯特决定接受条约。
随后保皇派、民族主义者和前军队将领开始质疑条约。魏玛共和国的政治家、社民党人、共产党人、犹太人被他们视为叛国者，因为这些所谓的“十一月罪犯”是魏玛政权的既得利益者，也是他们刀刺在背傳說。这种论调在德国投降后具有广阔市场，因为当时德国已经取得了东线的胜利并和俄国布尔什维克政权签订了布列斯特-立陶夫斯克条约，而西线德军仍在法国和比利时境内。但实际上西线德军的春季攻势因给养不足而被迫停止，在批评者眼中这次失败被归罪于后方的罢工，尤其是犹太人。而他们却忽略了交战双方已经卷入了总体战中，前线的局部战术优势无法扭转德国在战略上的失败。尽管如此，这种论点在德国国内仍引起了广泛共鸣并被纳粹党作為宣傳。

## 德国对条约的破坏
战后的德国经济非常脆弱，只支付了条约规定的赔偿金额中的一小部分，但即使这一小部分也给德国经济造成了极大负担并导致了近1/3的通货膨胀（德國記者兼作家賽巴斯提安·哈夫納的著作《從俾斯麥到希特勒》筆下則描述當政的布呂寧政府實際上是刻意放任經濟失控來達成擺脫賠款的目的）。条约规定德国以矿产资源和工业设备赔偿未能以现金支付的部分更激起了德国民众的不满。
以下是对条约比较明显的违反：
- 1919年德军总参谋部在形式上被解散，但其核心仍以“部队局”的形式存在和运作，并依据一战的经验继续完善德军军事学说、组织训练。
- 1922年4月16日魏玛共和国和俄国苏维埃政府在意大利拉帕洛签订拉帕洛条约，双方宣布放弃在布列斯特-立陶夫斯克条约及一战后向对方提出的领土和金钱之要求。而且，两国也同意外交正常化并“友好合作，在经济上互惠互利”。在双方于29日签署的秘密附件中规定德国可在俄国训练部队、试验凡尔赛条约中禁止的坦克和飞机等武器。
- 1935年3月希特勒宣布恢复徵兵制并扩充德国军队，包括建立凡尔赛条约中禁止德国拥有的海军武器、装甲部队和空军。
- 1936年3月7日希特勒宣布德国重新占领莱茵兰非军事区。
- 1938年3月13日希特勒宣布德国与奥地利合并。
- 1938年9月30日希特勒在慕尼黑協定後宣布占领捷克斯洛伐克苏台德地区的部分。
- 1939年3月14日希特勒宣布占领捷克斯洛伐克除苏台德地区的其余部分。
- 1939年9月1日德军闪击波兰，第二次世界大战爆发。

## 评价

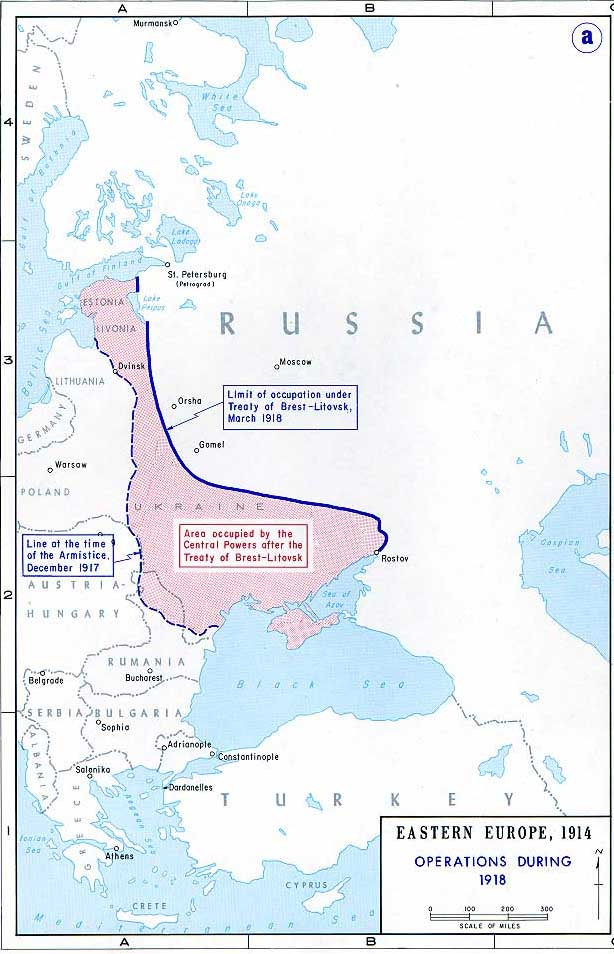
布列斯特和约中规定俄国将割让的土地

一般认为虽然一战西线战事绝大部分发生在法国，法国因此遭受了重大损失，但克莱蒙梭的政策仍过分激进，对德国过分苛刻。而且条约是胜利者强加于失败者的和平，是对德国的一种羞辱。时至今日史学界对此仍有不同观点。
凯恩斯在其著作《和約的经济后果》中说，这是“迦太基式的和平”，意即将战胜了德国的法国比作与在布匿战争中战胜了迦太基并将其彻底摧毁的罗马。后来法国经济学家埃蒂涅·曼托索在给凯恩斯的公开信中发表了他的不同观点，并指出凯恩斯的战后预言并未成真，如凯恩斯预言德国钢铁产量会下降，实际上1927年德国的钢和铁产量较1913年分别增加了30%和38%，且1913年的数据包括了战后德国割让的领土。又如凯恩斯预言战后德国国内储蓄不会超过20亿马克而实际上1925年的数字是64亿，1927年76亿。凯恩斯预言德国在条约生效30年内无法支付高于20亿马克的赔款，曼托索称在1933年至1939年间德国在重整军备上花费了7倍于此数的金钱。
近来又有一种观点称德国在条约中获益匪浅，如史学家格哈德·温伯格在其著作《手边的战争》中提到，由俾斯麦一手建立的德国政治体系不但未被摧毁反而得以保存，而且德国避免了战后被战胜国大规模军管（特别是和二战后的形势对比）。
现在回顾一下，在1919年时德国其实取得了较五年前战争爆发时更有利的战略态势，尤其是德国的东方，原来在经济和军事上都不断膨胀且亲法的俄罗斯帝国消失了，取而代之的是一个外交上孤立，内部纷争不断且卷入内战的苏维埃俄国。在南方，德国的前盟友奥匈帝国分裂为数个弱小的共和国，对德国的再次崛起已经无法构成威胁了。
英国军事史学家科热里·巴尼特声称，与德国所期待的一旦赢得战争后他们强加于协约国的和平条约相比，凡尔赛条约实际上是相当仁慈的。对比布列斯特-立陶夫斯克条约，俄国失去了1/3的人口，一半的工业，90%的煤产地以及60亿马克的战争赔偿。巴尼特同样认为德国在签订条约后的战略态势较1914年更好，以前在德国东方可以起到平衡德国作用的俄罗斯帝国和奥匈帝国消失，而且德国和新生的俄国之间有波兰作为缓冲。在西方只有无论是经济实力还是人口都不如德国的法国和比利时。巴尼特还认为英法两国应通过一种彻底摧毁俾斯麦一手创立的统一的德国并使其重新分裂为多个较弱小的政治实体的方式实现欧洲大陆的永久和平，只有这样做才能彻底解决德国给欧洲带来的麻烦，但英国并未达成自己参战的目的。
如果不以现代的战略或经济角度思考问题，凡尔赛条约在德国人心中种下了仇恨的种子，随后在纳粹党的培育下生根发芽，这也是希特勒一上台就开始明目张胆的践踏条约（例如Z計劃）并赢得国内的一片喝彩的原因。史学家丹·洛林说，凡尔赛条约的连锁反应引发了第二次世界大战。

## 其他观点
史学界对凡尔赛条约削弱并羞辱德国的观点有争议，一些观点如下：
- 凡尔赛条约中规定的裁军委员会名存实亡，德国的战争赔偿数额不断减少直至幾乎取消，这笔财政负担和受害国的战后重建费用实际上从德国转嫁到了受害国身上。
- 与协约国相比，德国的经济和工业潜力受战争影响更小。虽然德国在战争中也受到损失，但1919年时德国经济较其邻国的优势比1913年更明显了。
- 一些对凡尔赛条约持正面意见的支持者们认为波兰的建立使德国免受其最大的潜在敌人俄国影响。1920年的华沙战役阻挡了布尔什维克主义向战后虚弱的欧洲前进的步伐，特别是此时的德国正面临着共产主义思潮的泛滥。
- 战后德国境内仍有以波兰语为母语的少数民族聚居区，这种情况加剧了德意志帝国历史上持续不断的种族冲突。
- 战后德国保持了对巴尔干诸国的比其东南方的邻国更大的影响，而其他国家并没有努力改变这种状况。
- 简而言之，尽管德国在一战中失败了，但是仍然有在20年后再次主导欧洲局势的能力。